# Aristide Bruant
Pour les articles homonymes, voir Bruant (homonymie).
Ne doit pas être confondu avec Aristide Briand.
Aristide Bruant, né  le 6 mai 1851 à Courtenay (Loiret) et mort le 11 février 1925 à Paris 18e,, est un chansonnier et écrivain français.
Ses chansons populaires, sa présence en scène, sa voix rauque et puissante et sa carrure ont fait de lui un monument de la chanson française réaliste. Il est considéré comme un des plus grands poètes de l'argot de la fin du XIXe siècle et du début du XXe siècle.
Il est l'un des créateurs de la chanson réaliste, mouvement qui perdure jusqu'au milieu du XXe siècle avec notamment Édith Piaf comme l'une des dernières interprètes. Ce mouvement a laissé des traces durables jusque dans la chanson française contemporaine.
L'apogée artistique d'Aristide Bruant va de 1880 à 1905 : il est l'une des nombreuses figures artistiques et culturelles marquantes de la Belle Époque.

## Biographie

### Enfance et jeunesse
Aristide Bruant est né dans une famille bourgeoise du Loiret. Durant son enfance, il apprend le latin auprès du curé du pays, qui le cite comme exemple d'application. Sa famille l'envoie ensuite au lycée impérial de Sens où, dès l'âge de onze ans, il collectionne les premiers prix de grec, de latin, d'histoire et de musique vocale. En 1862, il compose sa première chanson.
À la suite de revers de fortune, ses parents doivent quitter Courtenay pour Paris, où les déménagements se succèdent. Afin de fuir les créanciers, de 1863 à 1867, de Ménilmontant à Montmartre, ils effectuent cinq déménagements.
À la fin de l'année 1867, il doit quitter le lycée Impérial, car son père — alcoolique et ruiné — n'avait pu payer les derniers trimestres. Son père décide alors qu'Aristide est en âge de travailler et le conduit chez un avoué. Il peut ainsi faire vivre toute sa famille. Mais, du fait de la traque régulière de ses parents par des huissiers, il doit changer de métier et devient apprenti bijoutier, puis ouvrier bijoutier. Il travaille l'or et l'argent et sertit des pierres précieuses dans les arrière-boutiques de quelques bijoutiers. Il suit ses parents à travers Paris et la banlieue, fréquentant les restaurants pour pauvres, les cafés d'ouvriers, côtoyant les malheureux, les révoltés, les filles et les mauvais garçons. Il écoute leurs confidences et s'initie, à leur contact, à leur jargon.
Pendant la guerre de 1870, il est engagé comme franc-tireur dans la compagnie des « gars de Courtenay ».

### Premiers succès

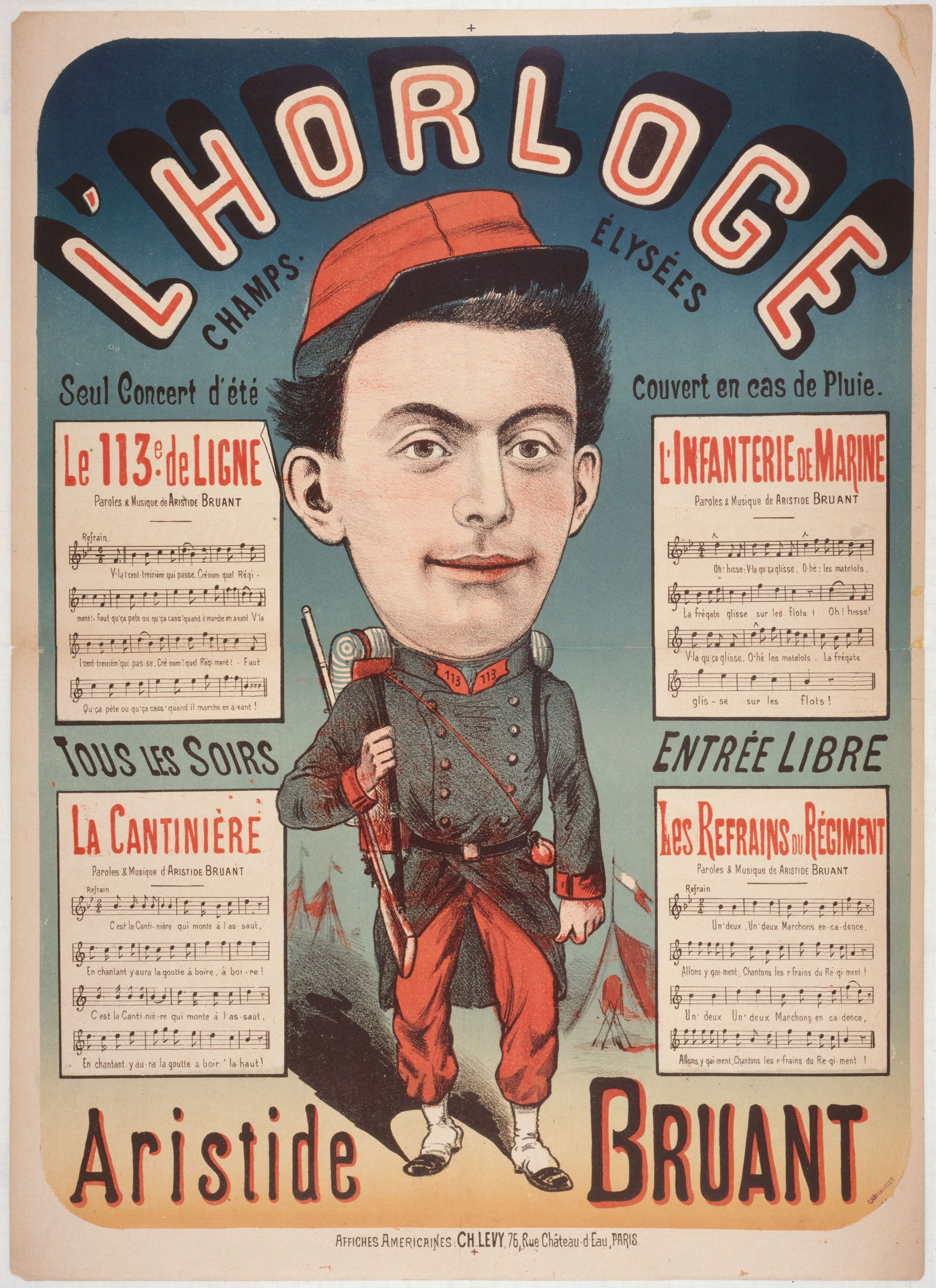
Concert à l'Horloge, affiche, avant 1888.

Démobilisé au lendemain de l'Année terrible, à dix-neuf ans, Bruant entre à la Compagnie des chemins de fer du Nord. Durant quatre ans, il regarde vivre ses collègues et compare leur existence trop bien réglée à la vie aventureuse de hors-la-loi qu'il a rencontrée. Il se passionne pour leur langage, se met à rechercher les origines de l'argot jusqu'à François Villon et aux coquillards et travaille sur les dictionnaires d'argot des bibliothèques municipales. En attendant d'écrire des refrains argotiques, il compose des romances tendres.
Léon de Bercy  évoquera, quelques années plus tard, les débuts d'Aristide Bruant dans les goguettes. C'est là qu'il trouve son premier public :

« Mais il aime le théâtre, et la vie sédentaire, la vie de bureau lui pèsent : il rêve d'affranchissement, et le soir, durant les heures de loisir que lui laisse son existence d'employé, il court les goguettes, où il pousse la « sienne » comme les camarades. Il a de l'allure, du coffre et de la confiance en lui-même ; sa hardiesse et sa franchise le servent à souhait : on l'encourage. C'est alors qu'il écrit ses premières chansons, d'un caractère encore indécis mais d'une manière nouvelle, originale déjà ; car il y emploie la langue colorée de la rue, langue du peuple, avec ses élisions et son patois pittoresque. Il se débarrasse peu à peu des conventions banales ; il devient le rimeur impeccable et, après avoir pris au peuple sa façon de s'exprimer, il va en prendre la pensée et la rendre, pour la servir : sa voie est trouvée. »

Il est remarqué par un chanteur qui l'encourage à aller se produire au Robinson, où il triomphe.
Fort de ce succès, il tente sa chance au café-concert et se produit au Concert des Amandiers. Bien que le public y fût difficile, il triomphe à nouveau, ce qui lui donne de plus en plus d'assurance. Son répertoire comprend alors des chansonnettes comiques ainsi que des chants sociaux.
Un impresario le remarque et il est engagé chez Darelli à Nogent-sur-Marne, où il connaît à nouveau le succès. Il commence aussi à vivre dans une certaine aisance. Ces succès l'incitent à aller auditionner au Concert de l'Époque. Là, il se compose un costume de vedette : veston long, pantalon à pattes d'éléphant, gilet clair et chapeau haut-de-forme. L'effet est merveilleux, il connaît l'ivresse des rappels. Jusqu'au jour où il est incorporé au 113e de ligne, à Melun. Opportuniste, il écrit aussitôt une marche militaire : V'la l'cent-treizième qui passe. Adaptée au pas redoublé par le chef de musique du 113e, cette marche devient non seulement la marche du régiment, mais celle de la plupart des régiments de France.
Sa renommée commence à s'étendre. Dès sa démobilisation, il franchit rapidement les étapes. Des tréteaux du Concert de l'Époque, il passe sur les scènes des plus grands cafés-concerts, la Scala et l'Horloge. Chanteur élégant, il porte une jaquette beige rosé et un gilet fleuri (d'un bon faiseur), ainsi qu'un chapeau haut-de-forme sur-mesure. C'est de cette époque que datent les premiers chefs-d'œuvre qu'il compose sur les quartiers de Paris.

### Le Chat noir

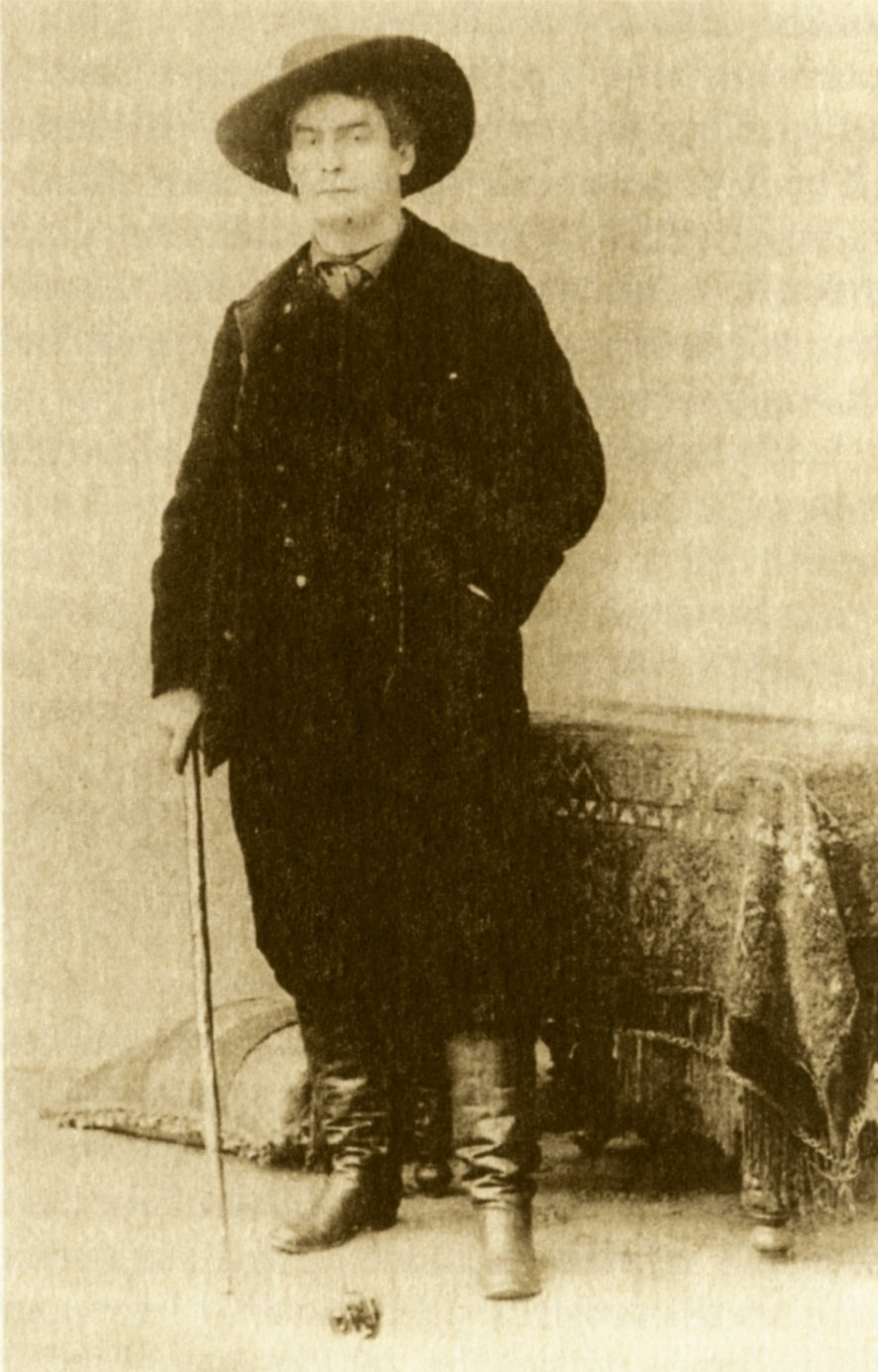
Photographie d'Aristide Bruant vers 1889.

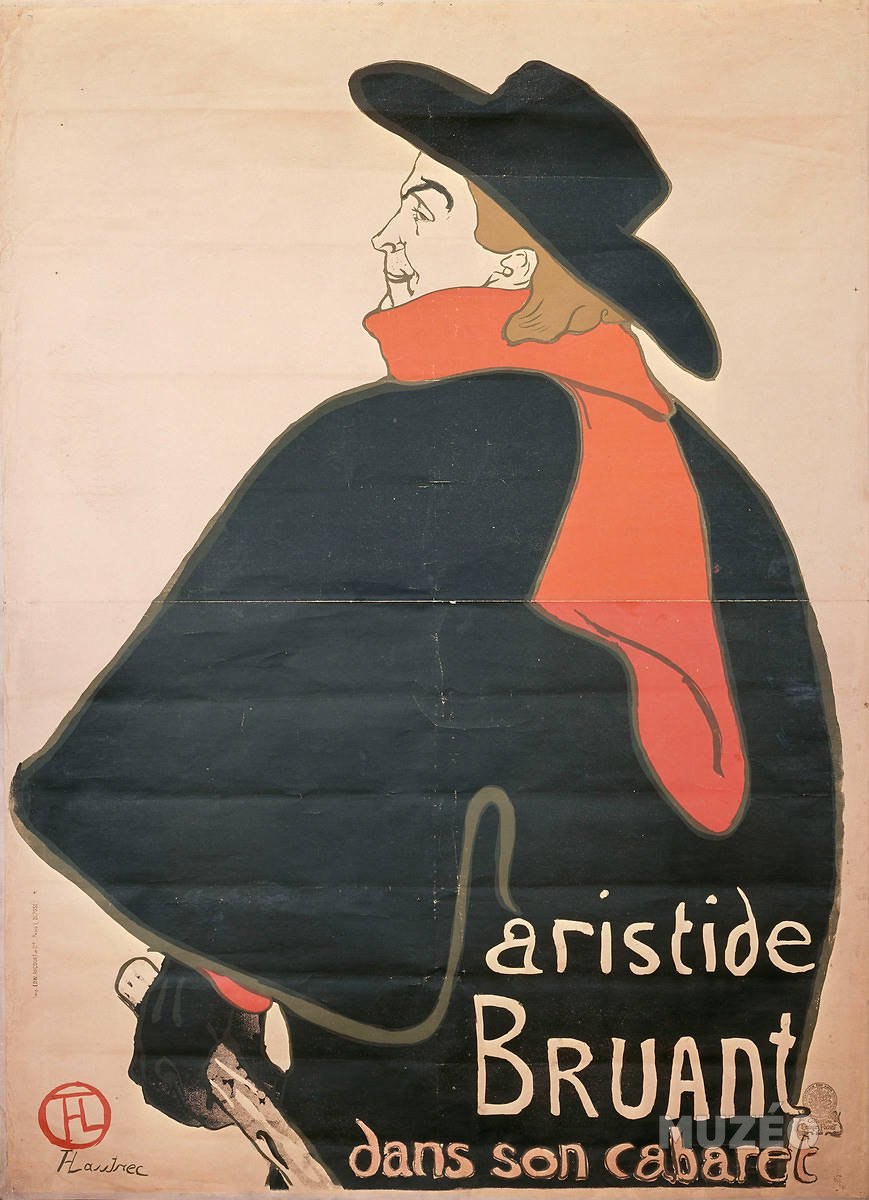
Portrait d'Aristide Bruant par Toulouse-Lautrec, affiche lithographiée, 1892.

Aristide Bruant est alors chanté par des interprètes illustres tels que Paulus et son ami Jules Jouy, qui lui ouvre les portes du Chat noir en 1881.
Le Chat noir, cabaret artistique à la mode, avait été aménagé par Rodolphe Salis dans un ancien bureau de poste situé au 84, boulevard Rochechouart à Paris.
Pour sa réception au sein de ce cénacle, fréquenté par l'élite poétique, il compose la Ballade du Chat Noir, chanson restée célèbre jusqu'à aujourd'hui. Bruant troque alors le cérémonieux complet-jaquette contre une tenue de garde-chasse, vareuse de velours côtelé noir avec culotte assortie, enfoncée dans de grosses bottes noires, chemise et cache-nez écarlates, en guise de manteau une immense cape noire et, comme couvre-chef, le feutre noir à larges bords que son ami Toulouse-Lautrec a souvent croqué de face, de profil ou de dos. Il explique ainsi sa transformation : « Le guignol est terminé !… Un nouveau Bruant est né !… Et ce Bruant-là va dire deux mots à la foule des fils-à-papa, des fainéants, des incapables !… Il leur criera la haine menaçante des pauvres et des révoltés… ainsi que la douleur blottie dans les bas-fonds… »[réf. nécessaire]
Un chanteur en costume de velours, qui met ses bottes sur les tables pour chanter des refrains argotiques, c'est une nouveauté que la clientèle du Chat noir apprécie. Il est applaudi tous les soirs. Le patron de l'établissement ne le paye pas et se contente de l'autoriser à vendre des sortes de petits formats dans la salle, ce qui ne lui rapporte que de maigres revenus. La fortune ne commence à sourire au chansonnier que lorsque Rodolphe Salis, effrayé par les voyous du quartier, abandonne le cabaret du boulevard Rochechouart, pour installer le Chat noir rue Victor-Massé, une petite rue parallèle au boulevard. 

### Le Mirliton

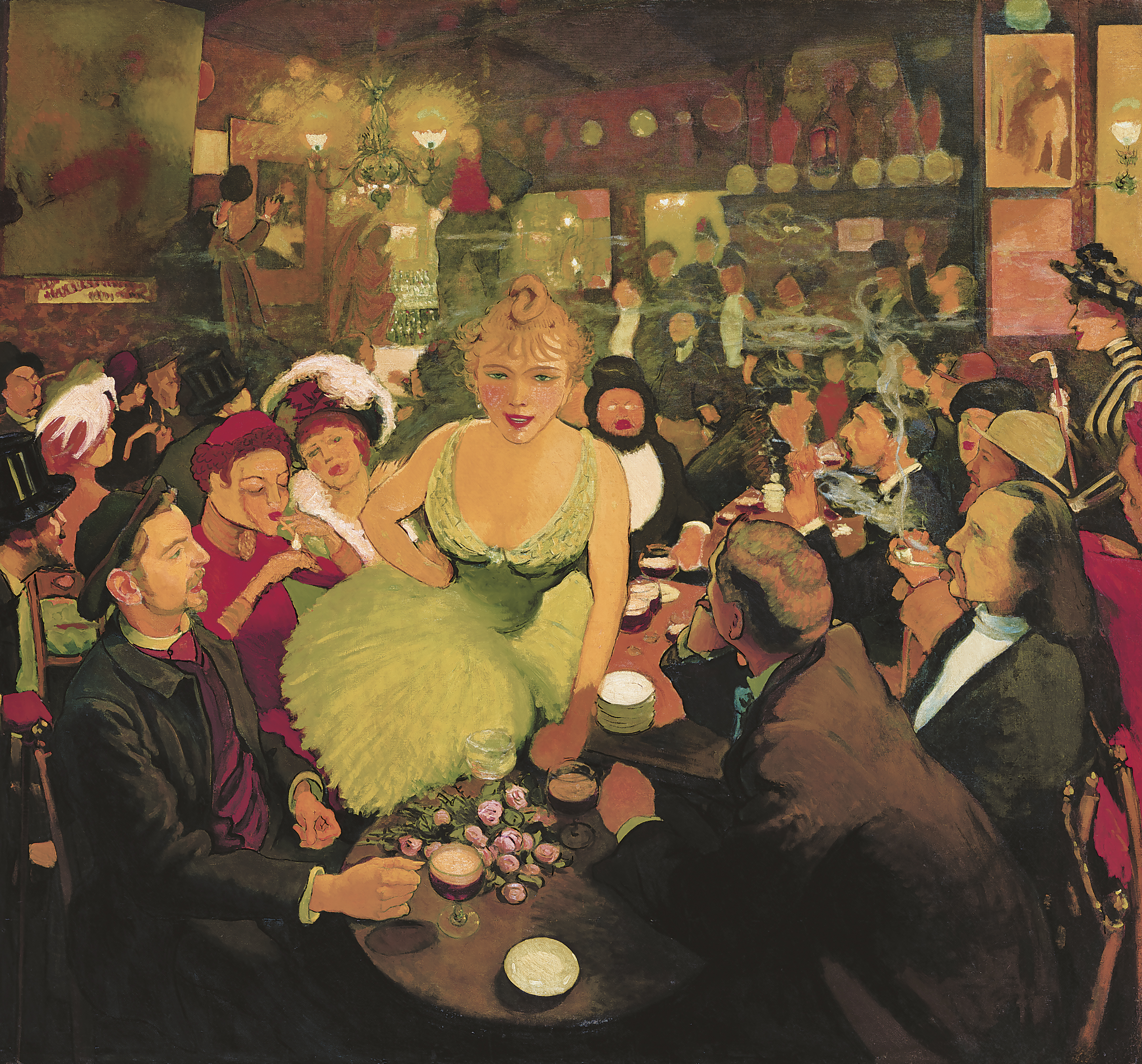
L'Intérieur de chez Bruant : Le Mirliton (Louis Anquetin, vers 1886-1887).

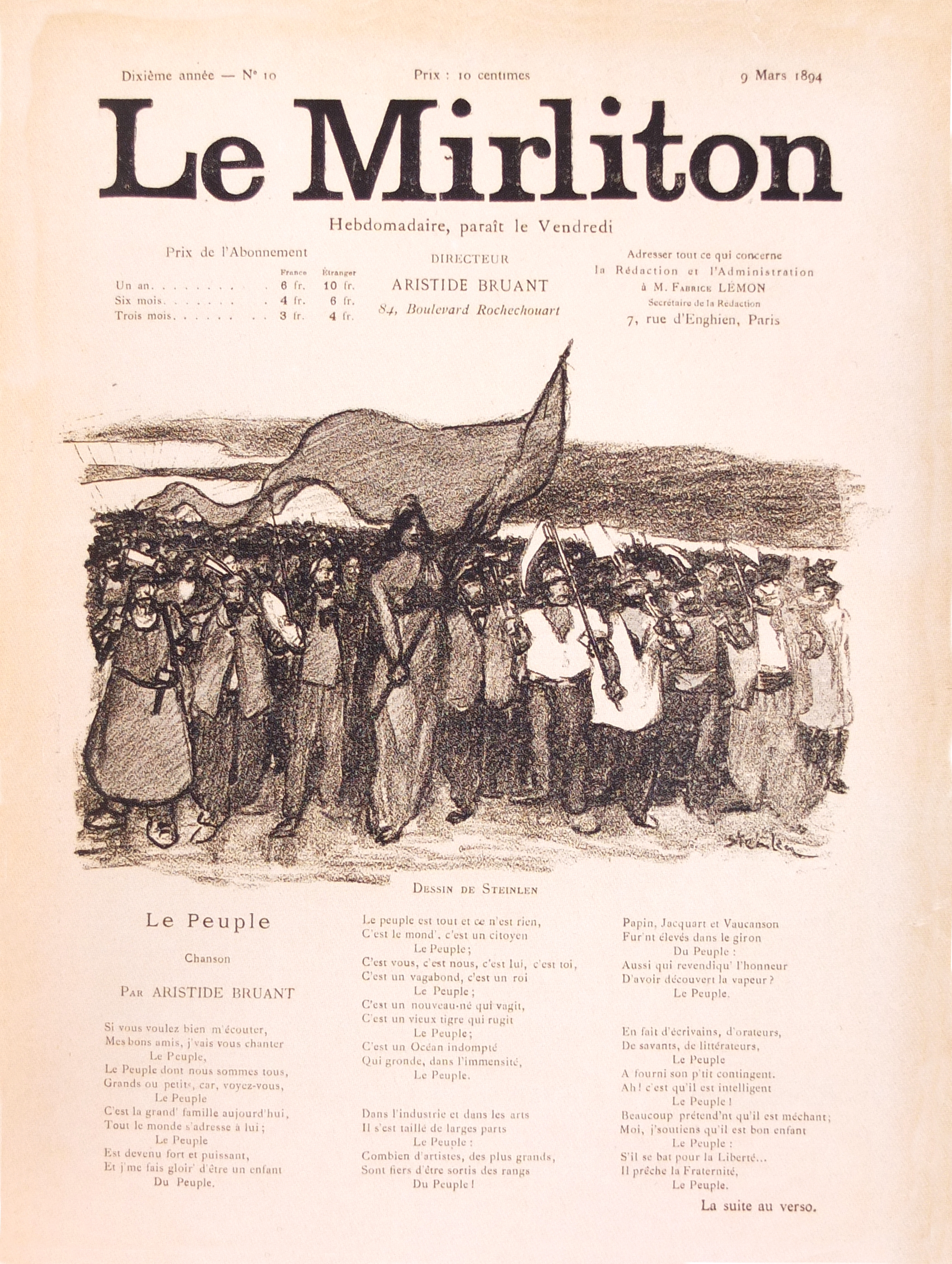
Le Mirliton, numéro du 9 mars 1894, illustration de Théophile Alexandre Steinlen, chanson Le Peuple.

Avec mille francs prêtés par un admirateur, il s'installe alors dans un local déserté qu'il baptise le Mirliton, du nom d'un instrument de musique populaire et bon marché.
Le soir de l'inauguration du Mirliton, il n'y a que trois clients. Dépité, il se met à les insulter copieusement : le public apprécie. C'est ainsi qu'il crée son image de marque. Par opposition au style affecté de Rodolphe Salis, gentilhomme d'opérette, il choisit la grossièreté. Tandis que Rodolphe Salis saluait ses clients du titre de monseigneur, Bruant les appelle crapules. Lorsque Rodolphe Salis affectait la tenue d'un général en civil, Bruant s'habille en gouape. Chez Bruant, pour saluer l'arrivée d'un client, on chante : « Oh c'te gueule, c'te binette. »
Ensuite, debout sur une table, Aristide Bruant donne d'une voix forte ses instructions aux gens du monde par la renommée : « Tas de cochons ! Gueules de miteux ! Tâchez de brailler en mesure. Sinon fermez vos gueules. »
Si quelques jolies dames se montraient offensées, le maître de céans leur parle avec une très grande franchise : « Va donc, eh, pimbêche ! T'es venue de Grenelle en carrosse exprès pour te faire traiter de charogne ? Eh bien ! T'es servie ! » Il ajoutait même parfois : « Vieille vache ! »
La verdeur de ces propos, ainsi que les affiches qu'il commande à son ami Toulouse-Lautrec, ne sont pas les seules raisons de son succès. On se déplace d'Auteuil ou de Passy pour l'écouter chanter les peines et les joies de la crapule, alors à la mode, avec, à l'époque, les ouvrages des écrivains naturalistes. Son répertoire de qualité se répand en même temps que les œuvres de Zola, de Paul Adam, des frères Goncourt, d'Oscar Méténier ou de Joris-Karl Huysmans.
Au Mirliton, le verre de bière est vendu treize sous, mais devant l'évolution de son public, Aristide Bruant décide d'instituer chaque vendredi une soirée « chic ». Ainsi, le vendredi le verre de bière est vendu cinq francs (cent sous). Des célébrités comme François Coppée, Lucien Guitry, le dompteur Pezon[Lequel ?] font partie des habitués de ces vendredis chics, entourés de bourgeoises endimanchées, ravies de s'entendre injurier par le « grand Bruant ».
En 1885, il se lance également dans la publication d'une revue hebdomadaire sur 4 pages, Le Mirliton dont il est directeur. La une du journal s'orne d'un dessin, le plus souvent de Théophile Alexandre Steinlen, et le contenu fait la part belle aux textes des chansons de Bruant. Avec une interruption entre mai 1896 et juin 1903, la feuille paraîtra jusqu'en 1906.
Une soirée mouvementée au Mirliton est décrite par Georges Courteline à la fin de son roman Messieurs les ronds-de-cuir où la Crécelle de Dérouet n'est autre que le Mirliton de Bruant. Catulle Mendès et Courteline sont également les auteurs d'une pièce de théâtre fantaisie sur le Mirliton, Les Joyeuses Commères de Paris (1892),.

### Reconnaissance

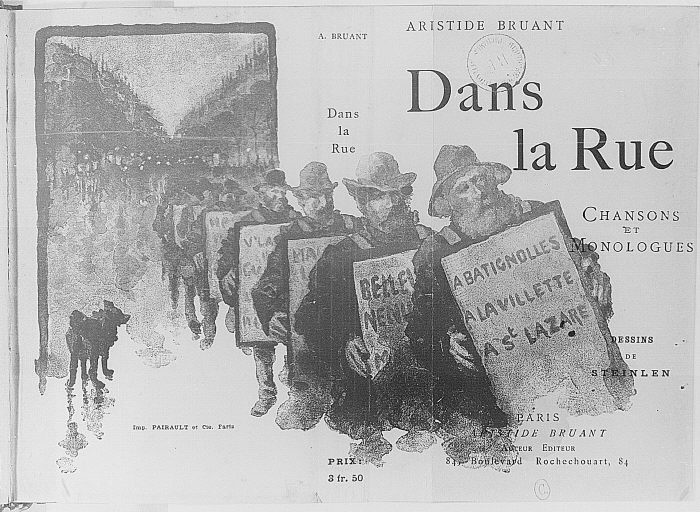
Illustration de Steinlen pour le recueil de chansons Dans la rue de Bruant (1889).

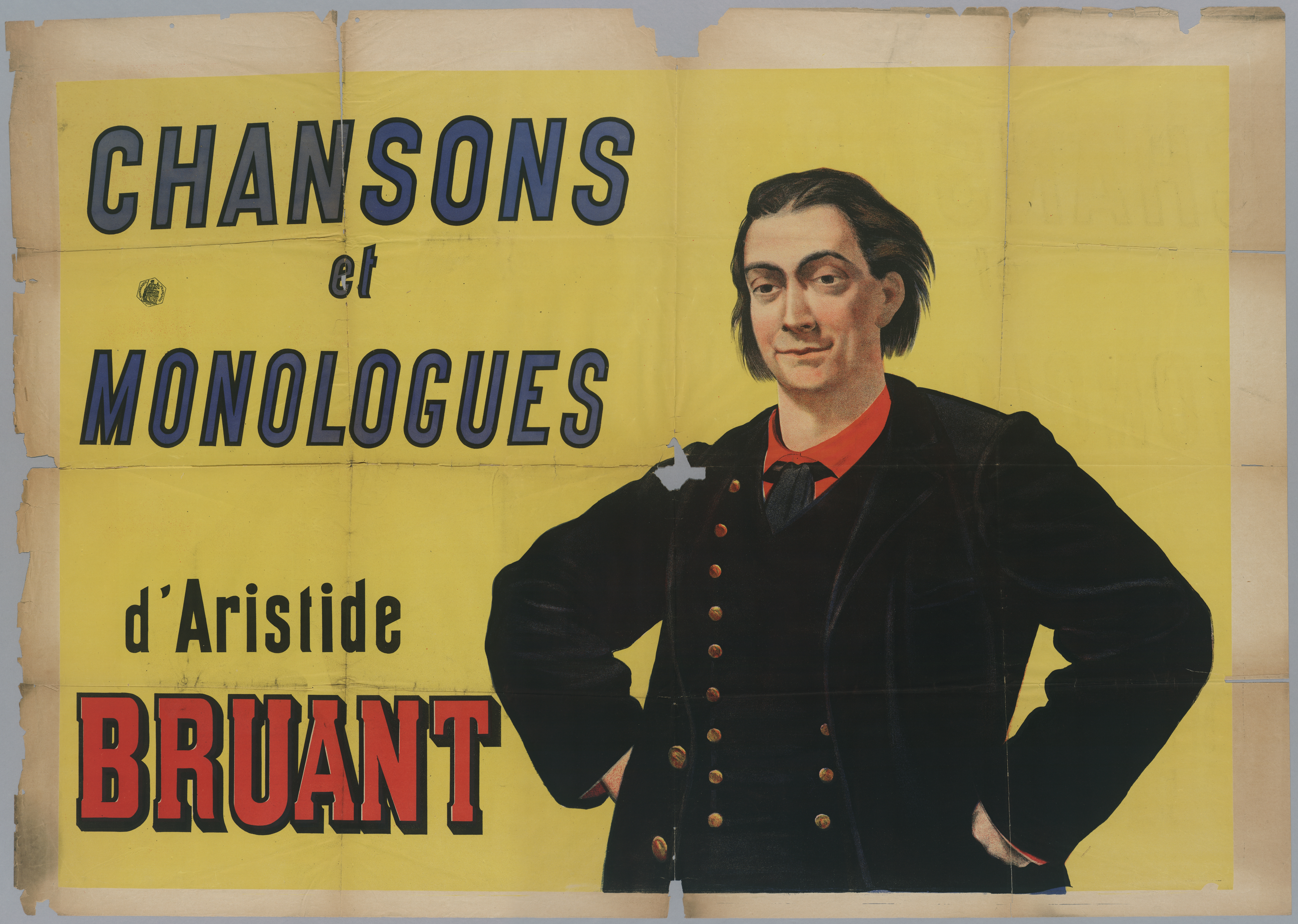
Affiche pour la vente de ses premiers recueils de chanson (Édouard Yrondy, vers 1890).

La publication en 1889 du premier volume de ses œuvres, monologues et chansons intitulé Dans la rue, illustré par Steinlen, fait sensation : de Maurice Barrès[réf. nécessaire]à Anatole France — « Le premier, Bruant a exprimé le pathétique de la crapule… »[réf. nécessaire] —, les critiques sont enthousiastes. Chacun [réf. nécessaire] salue le « poète sincère et vibrant, d'une rare originalité ».
François Coppée le fait recevoir à la Société des gens de lettres en 1891[réf. nécessaire] ; il ne ménage pas ses éloges au comité des gens de lettres : « Je fais grand cas de Dans la rue et je le tiens pour un descendant, en ligne directe légitime, de notre Villon... »[réf. nécessaire].
C'est la réussite : ses chansons sont mises aux répertoires d'artistes célèbres : Eugénie Buffet, déguisée en fille de barrière fait applaudir À la Cigale, À la Villette et À la Glacière, et lance À Saint-Lazare[réf. nécessaire] ; Yvette Guilbert, vedette du caf'conc', interprète À Belleville et Au Bois de Boulogne[réf. nécessaire]. Bruant atteint alors une gloire internationale et en 1895, il abandonne son cabaret et part en tournée à l'étranger[réf. nécessaire].
Bruant se revendique comme un travailleur sérieux. Dans sa poésie apparemment simple, la puissance du raccourci et la précision du terme dissimulent de longues recherches : « sept mois pour une chanson ! » a-t-il déclaré à propos de À Biribi[réf. nécessaire]. Il lui faut moins de temps pour composer les mélodies qu'il veut nostalgiques et dépourvues de fioritures, à la manière de celle des cantiques de son enfance[réf. nécessaire].
En 1894, il est candidat à l'Académie française.

### Le châtelain

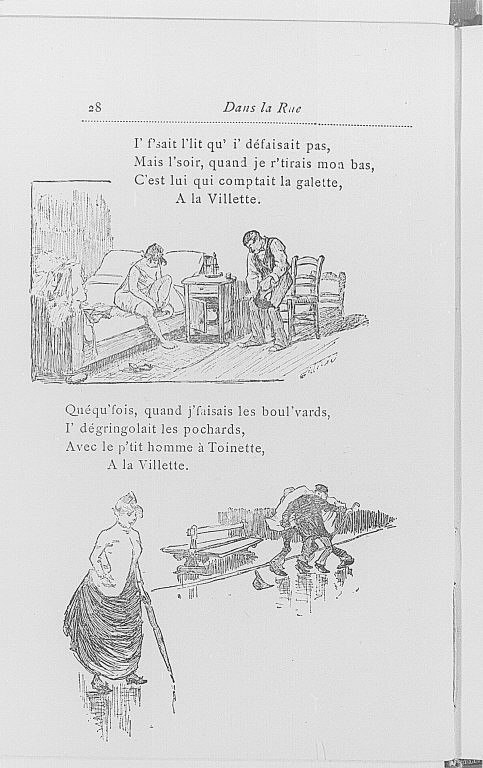
Illustration de Steinlen pour la chanson d'Aristide Bruant À la Villette.

Avec la gloire, la fortune récompensa ses efforts ; aux bénéfices du Mirliton vinrent s'ajouter de confortables droits d'auteur et de gros cachets. Ainsi, après une dizaine d'années, il put s'offrir un château à Courtenay, grâce à Nini peau d'chien, à la Méloche, à Toto Laripette et à la Filoche, marlou héroïque qui mourut avec dignité sur l'échafaud.

En 1897, le célèbre critique Adolphe Brisson a fait le récit d'une visite à Bruant, à Courtenay, dans Portraits intimes : 

« Le poète des gueux habite un château où il mène le train d'un seigneur moyenâgeux, il chasse, il pêche, il a une meute de chiens fidèles et dressés. Ses vassaux sont représentés par un garde, le père Rata, un jardinier, le père Bajou, et un fermier et une nombreuse domesticité. Les pièces de son logis sont luxueusement meublées de bahuts, de fauteuils, de bibelots. Il me raconte qu'il a acheté vingt-cinq hectares de prairies, un bras de rivière, une île, un moulin. M. Bruant est un autre marquis de Carabas ! »

Le chansonnier populaire, le fondateur du Mirliton, que l'on aurait pu croire attaché à Montmartre, sa seconde patrie si souvent chantée, tint à Adolphe Brisson des propos révélateurs : 

« Pendant huit ans, j'ai passé mes nuits dans les bocks et la fumée ! J'ai hurlé mes chansons devant un tas d'idiots qui n'y comprenaient goutte et qui venaient, par désœuvrement et par snobisme, se faire insulter au Mirliton… Je les ai traités comme on ne traite pas les voyous des rues… Ils m'ont enrichi, je les méprise : nous sommes quittes ! »

Et contemplant son vaste domaine, le millionnaire de la chanson des humbles, ajouta : « On respire ici !… ce n'est pas comme à Montmartre !… je suis rudement content d'être sorti de ce cloaque ! »

### Tentative de carrière politique
On devait cependant le revoir à Montmartre, aux Champs-Élysées, ou à Belleville.
En mai 1898, le châtelain de Courtenay se présenta aux élections législatives à Belleville, dans le quartier des ouvriers de Saint-Fargeau. On pouvait lire, sur les murs de Belleville, des déclarations de Bruant le « Candidat du peuple » : « Tous les ennemis de la féodalité capitaliste voteront pour le poète humanitaire, pour le glorieux chanteur de Belleville. C'est à Belleville Saint-Fargeau que Bruant a débuté, c'est à Belleville qu'il a connu ses premiers succès, c'est à son vieux Belleville qu'il revient logiquement par reconnaissance, etc. »
En dépit des multiples réunions électorales au cours desquelles il chanta une partie de son répertoire ainsi que son programme politique, il obtint seulement 525 voix.

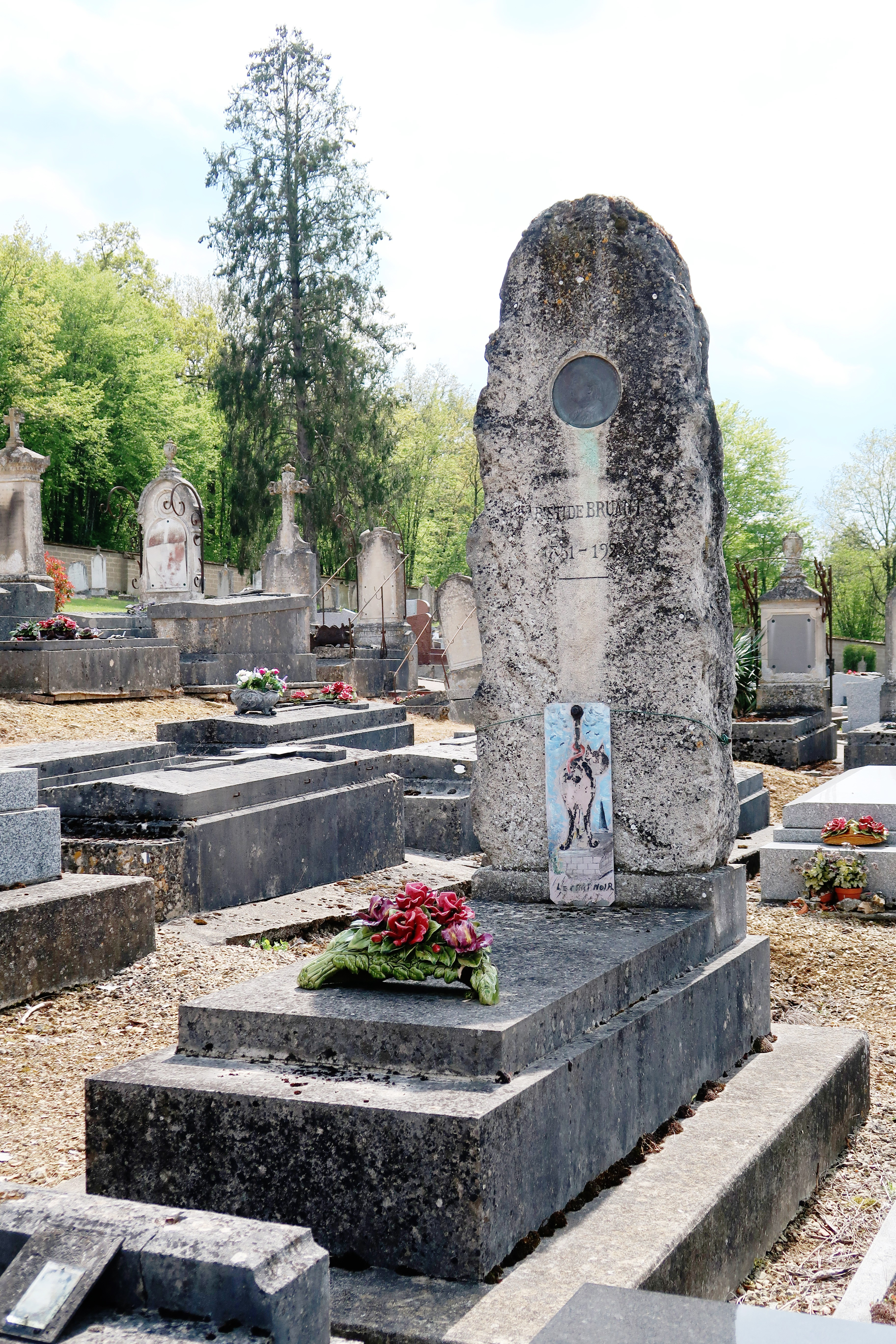
Tombeau d'Aristide Bruant.

### Dernières années

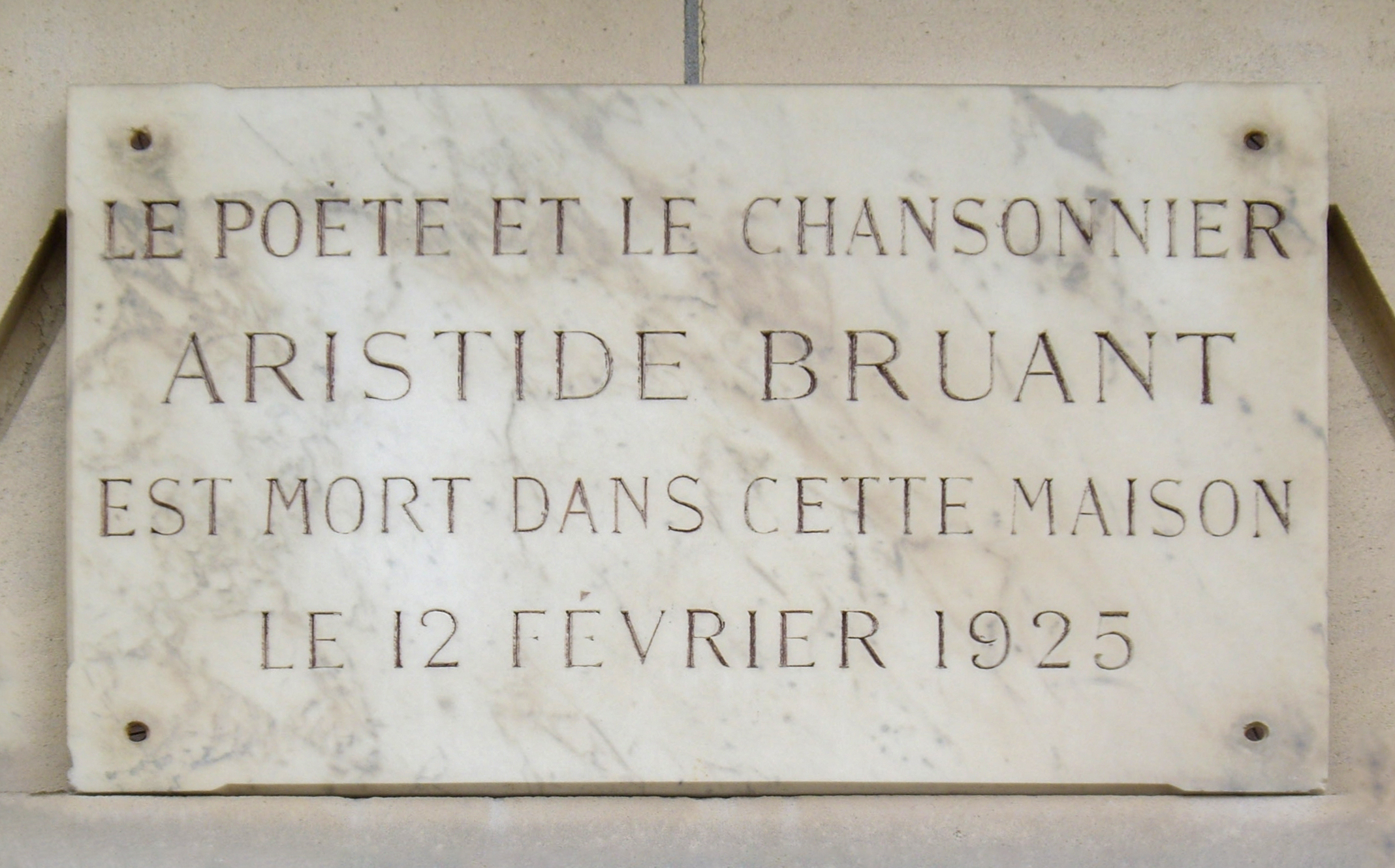
Plaque.

La perte de son fils, le capitaine Aristide Bruant (1883-1917), sur le plateau de Craonne lors de l'offensive du Chemin des Dames en 1917, le bouleverse complètement. Peu à peu, il se retire de la chanson pour se consacrer à l'écriture, mais continue à donner des spectacles, jusqu'à un ultime retour entre la fin novembre et le début décembre 1924 au théâtre de l'Empire, où il fait un triomphe. 
Il meurt à Paris deux mois plus tard, le 11 février 1925, au 17 rue Christiani, où une plaque commémorative lui rend depuis hommage. Il est enterré, selon son souhait, à Subligny, près de Sens dans l'Yonne, village où a vécu sa mère et où il avait des amis.

## Œuvres
Bruant a écrit des chansons, mais aussi des pièces de théâtre, et des romans. Parmi les romans, on dénombre Les Bas-fonds de Paris, en 4 tomes (Nini Casque d'or, Le Bagne des gosses, Le Bal des puces et À Belleville).

### Recueils de chansons

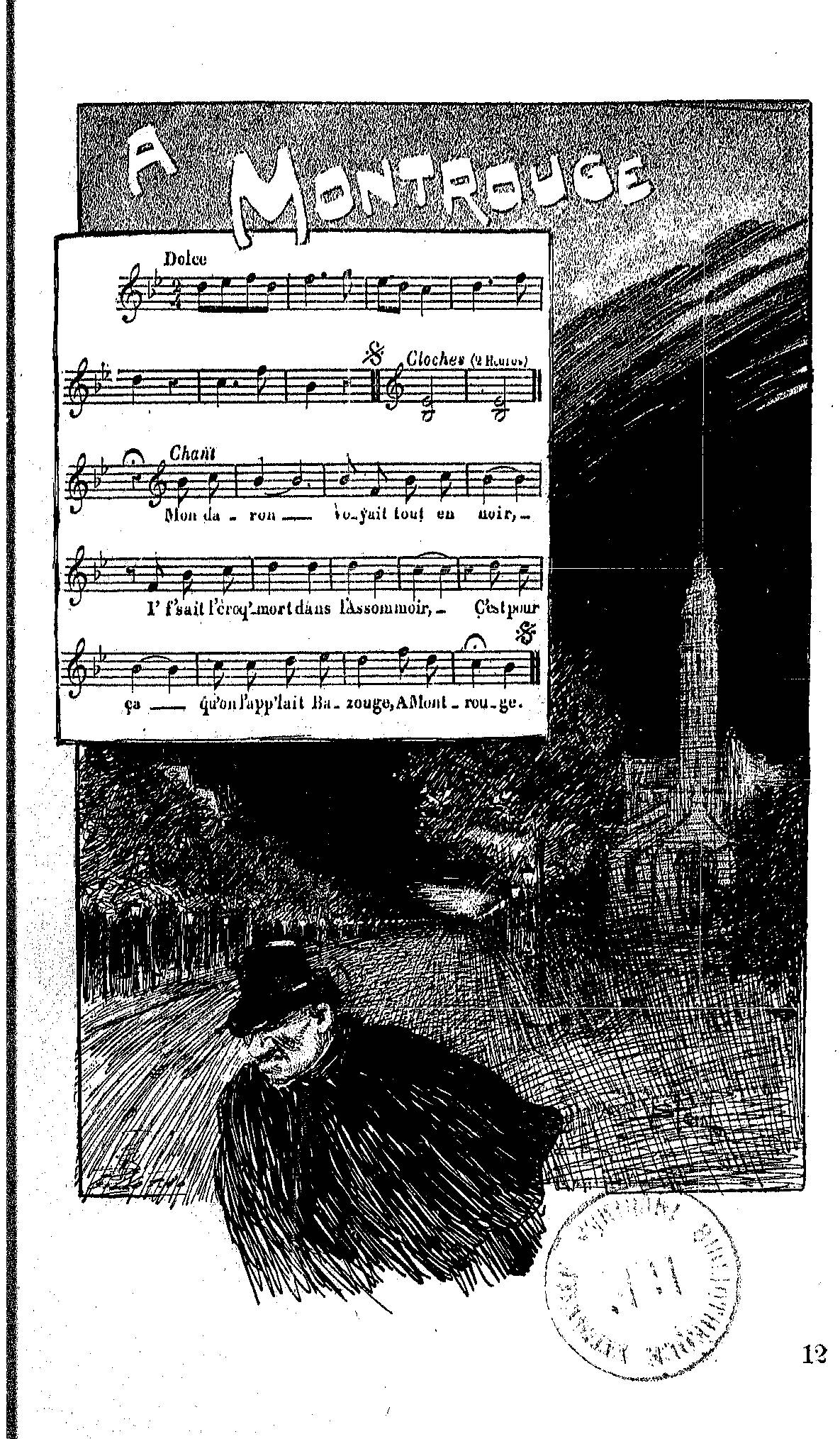
Illustration de Steinlen pour la chanson d'Aristide Bruant À Montrouge.

- Dans la rue : ce recueil de trois tomes réunit la plupart des chansons d'Aristide Bruant :

Aristide Bruant (ill. Steinlen), Dans la rue : chansons et monologues, vol. 1, Paris, A. Bruant, 1889, 214 p. (disponible sur Internet Archive).
Aristide Bruant (ill. Steinlen), Dans la rue : chansons et monologues, vol. 2, Paris, A. Bruant, 1895 (dépôt légal), 207 p. (disponible sur Internet Archive). [Date 1889 erronée (voir dépôt légal sur l'exemplaire Gallica]
Aristide Bruant (ill. Poulbot), Dans la rue : chansons et monologues, vol. 3, Paris, A. Bruant, après 1901, 200 p. (lire en ligne sur Gallica). [Date 1895 erronée (volume paru après L'Argot au XXe siecle, qui date de 1901. ]
- Aristide Bruant (ill. Borgex), Sur la route : chansons et monologues, Paris, A. Bruant, 1895, 216 p. (disponible sur Internet Archive).
- Chansons et monologues d'Aristide Bruant, 3 vol., avec musique, dessins de Borgex, château de Courtenay, Aristide Bruant, s. d. (1897 ?) ;

- Chansons et monologues d'Aristide Bruant, 1 fort volume, illustrations de Steinlen, G.Pion et autres, s. d., éditeur H. Geffroy, Paris.

De nombreuses chansonnettes furent illustrées par Émile Butscha et Louis Borgex.

### Théâtre
- L'Homme aux grands pieds : scène comique.
- Aux bat' d'Af'  : drame en 8 tableaux.
- Cœur de Française : drame en cinq actes et huit tableaux. En collaboration avec Arthur Bernède, créé à l'Ambigu le 23 octobre 1912.

### Romans

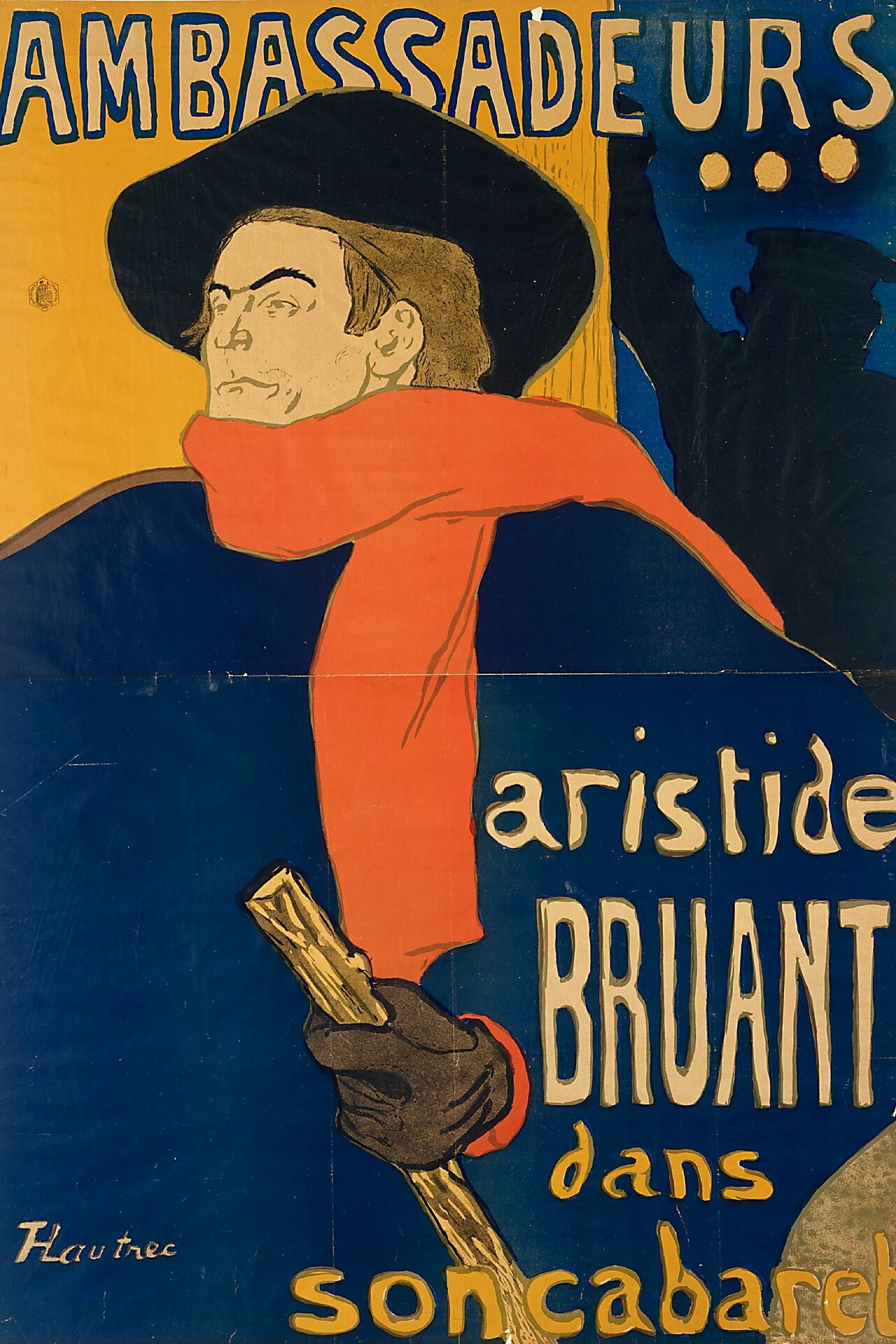
Autre portrait de Bruant réalisé par Toulouse-Lautrec, affiche lithographiée, 1892.

- Les Bas-Fonds de Paris, 4 tomes, Jules Rouff, s. d. (1897 ?)[13].

Les Bas-Fonds de Paris, t. 1, Paris, Jules Rouff, 754 p. (lire en ligne sur Gallica).
Les Bas-Fonds de Paris, t. 2, Paris, Jules Rouff, 862 p. (lire en ligne sur Gallica).
Les Bas-Fonds de Paris, t. 3, Paris, Jules Rouff, 814 p. (lire en ligne sur Gallica).
Les Bas-Fonds de Paris(Éditions définitive), 5 tomes, Arthème Fayard, coll. « Le livre populaire », série « Les Bas-Fonds de Paris », (1910-1911);
Les Bas-Fonds de Paris : Les Bas-Fonts de Paris, t. 1, Paris, Fayard, coll. « Le livre populaire », 1910, 477 p..
Les Bas-Fonds de Paris : Nini Casque d'or, t. 2, Paris, Fayard, coll. « Le livre populaire », 1910.
Les Bas-Fonds de Paris : Le Bal des puces, t. 3, Paris, Fayard, coll. « Le livre populaire », 1910.
Les Bas-Fonds de Paris : Le Bagne des gosses, t. 4, Paris, Fayard, coll. « Le livre populaire », 1910, 416 p. (disponible sur Internet Archive).
Les Bas-Fonds de Paris : À Belleville!, t. 5, Paris, Fayard, coll. « Le livre populaire », 1911.
- La Loupiote, Éditions Tallandier, 1908. Arthur Bernède en a tiré un drame en cinq actes représenté au théâtre Molière le 5 mars 1909.
- Aux Bat' d'Af, Librairie contemporaine, 1911.
- Les Trois Légionnaires, Éditions Tallandier, 1912. Écrit avec Arthur Bernède.
- Serrez les rangs, 1913. Écrit avec Arthur Bernède.
- L'Alsacienne, Éditions Tallandier, 1920.
- Tête de Boche, Éditions Tallandier, 1919.
- Madame Tête de Boche, Éditions Tallandier, 1919.
- Aristide Bruant, Fleur de Pavé : grand roman de pitié et d'amour, Paris, Éditions Tallandier, 1925, 228 p. (lire en ligne sur Gallica).
- Captive, Éditions Tallandier, 1921.
- Le Cœur cassé, Éditions Tallandier, 1921.
- Les Princesses du trottoir, Grand Roman Sensationnel Inédit, in-8, Paris, Éditions Ferenczi & fils, 1925.
- La Loupiote, Éditions Tallandier, 1935.
- Le Père La Loupiote, 1929 (ASIN B0018H7CPK).
- Aristide Bruant, Serrez vos rangs : L'épouse vierge, Paris, Éditions Tallandier, 1928, 224 p. (lire en ligne sur Gallica).
- Aristide Bruant, Serrez vos rangs : L'héroïsme de Mildah, Paris, Éditions Tallandier, 1928, 224 p. (lire en ligne sur Gallica).
- La Fiancée de Lothringen, Éditions Tallandier, Paris, 1920.
- Aux Bat. d'Af. Les Amours de la Pouliche, Grand roman sensationnel, Éditions Tallandier, Paris, 1910 ; (ASIN B0018H67KG).

### Dictionnaire d'argot
- Aristide Bruant et Léon de Bercy, L'argot au 20e siecle : dictionnaire français-argot, Paris, E. Flammarion, 1905, 2e éd. (1re éd. 1901), 468 p. (disponible sur Internet Archive).

Étudié par Denis Delaplace dans Bruant et l'argotographie française, éditions Honoré Champion, Paris, 2004  (ISBN 978-2745310163).
- A. Bruant et Léon de Bercy, L'Argot au XXe siècle (2009), édition par Denis Delaplace d'une version inversée (argot-français) et raisonnée, éditions Classiques Garnier, coll. « Classiques de l'argot et du jargon », Paris, 1523 p  (ISBN 978-2-8124-0040-7).

### Journaux
- Le Mirliton, 1885-1906. Mensuel puis bimensuel puis hebdomadaire.

Aristide Bruant, Le Mirliton, vol. 1 à 6, Paris, 270 p. (disponible sur Internet Archive).
Aristide Bruant, Le Mirliton, vol. 7-10, Paris, 144 p. (disponible sur Internet Archive).
Aristide Bruant, Le Mirliton, vol. 11-12, Paris, 98 p. (disponible sur Internet Archive).
- La Lanterne de Bruant, 1897-1899. Publication en livraisons hebdomadaires, 24 pages, dirigée par Aristide Bruant.

Aristide Bruant, La Lanterne, vol. 1-30, Paris, 729 p. (disponible sur Internet Archive).
Aristide Bruant, La Lanterne, vol. 31-60, Paris, 732 p. (disponible sur Internet Archive).
Aristide Bruant, La Lanterne, vol. 61-86, Paris, 634 p. (disponible sur Internet Archive).

## Enregistrements sonores

### Par lui-même
Aristide Bruant a enregistré ses propres chansons, ou des  « vieilles chansons recueillies et harmonisées par Bruant » ; sur diverses marques de disques :
Disques Pathé à saphir : 50 titres enregistrés en 1912 et 1913. Dans le catalogue Pathé de juin 1912 (disques à saphir de 28 cm) figurent 40 titres enregistrés par Bruant.
Disques Odéon à aiguille : 6 titres enregistrés en 1914; 2 titres enregistrés après 1914
Disques Orphé : une publicité datant semble-t-il de 1906 fait mention de 56 titres.
D’autres disques à aiguille d’Aristide Bruant ont été publiés par les marques Duval et Idéal.
Certains de ces disques ont également été publiés, en disques à saphir, sur des sous-marques comme Diamond (Pathé) ou Phrynis (Odéon).

### Par d'autres
Ses chansons ont été enregistrés par de nombreux artistes, à l'époque de Bruant, et depuis sont reprises régulièrement.
- En 1898, le catalogue Pathé (cylindres) proposait plusieurs enregistrements du répertoire d'Aristide Bruant chantés par un certain Buffalo (il annonçait généralement son nom au début de l'enregistrement). Par exemple : Le Chat Noir.
- Toujours chez Pathé, d'autres artistes ont gravé des œuvres de Bruant. Charlus a notamment interprété Cinq minutes chez Bruant, qui est un pot-pourri de plusieurs chansons, avec l'ambiance du cabaret.
- Yvette Guilbert[17]

- 1949 : Les Frères Jacques, 78T Rose blanche (rue Saint-Vincent). Ils sont les premiers à reprendre cette chanson d'Aristide Bruant.
- 1953 : Germaine Montero, 78T Germaine Montero chante Aristide Bruant
- 1954 : 33T Germaine Montero chante Aristide Bruant (1954)
- 1956 : 45T Germaine Montero (chante Bruant)
- 1958 : Patachou, sur l'album chansons de Bruant (Philips Réalités V9 - réédition Patachou chante Bruant, Collection Rencontres Philips 77.931) - 12 titres
- 1960 : Mistigri, sur l'album Mistigri chante Bruant (JB LP 30.237) - 12 titres
- 1963 : Yves Montand, titre Les Canuts (sur l'album Chansons populaires de France - CBS 63445)
- 1964 : Monique Morelli, sur l'album Bruant
- 1965 : Germaine Montero, 4 succès d'Aristide Bruant (45 tours)
- 1969 : Germaine Montero sur l'album Germaine Montero chante Bruant (VEGA, 19.143) - 14 titres
- 1969 : Daniel Guichard, titres Dans la rue et À la Bastoche sur l'album Le Paname de mes dix ans (Disques Barclay).
- 1970 : François Béranger, titre À la Goutte d'Or (sur l'album Une ville - CBS S-64234)
- 1970 : Mouloudji et Francesca Solleville, sur l'album Mouloudji et Francesca Solleville chantent Bruant (AZ, STEC 72) - 14 titres
- 1978 : Marc Ogeret, sur l'album Ogeret chante Bruant (Vogue, LDA20322) - 14 titres - Nouveau prix Académie Charles Cros
- 1978 : Marc Ogeret, sur le coffret de quatre disques Ogeret chante Bruant, 60 chansons et monologues (coffret 4 LP avec livret 24 pages - Vogue 405 CVA 401 ABCD) (réédition en 2005 en 2 CD : Bruant, Chansons et monologues. Volume 1 et Volume 2 - Vogue Sony BMG)
- 1981 : Renaud, titres Lézard et Rue Saint-Vincent (sur l'album Le P'tit Bal du samedi soir et autres chansons réalistes
- 1983 : Georges Brassens, titres Belleville-Ménilmontant, À la place Maubert et À la Goutte d'Or (sur l'album Brassens chante Bruant, Colpi, Musset, Nadaud, Norge)
- 1986 : Alain Bert et Michel Grange, sur l'album Bruant super star (JAM 386 GB 58) - 16 titres
- 1989 : Véronique Sanson, Saint Lazare (sur l'album À l'Olympia 89)
- 1990 : Véronique Sanson, Saint Lazare (sur l'album Symphonique Sanson)
- Chanson Plus Bifluorée, sur l'album Pourquoi les Girafes?
- Parabellum, Saint Lazare
- 1993 : Marc Robine Les Canuts (Le temps des cerises, EPM 983462)
- 1996 : Les Soupeurs Saint Lazare sur l'album  Les Soupeurs en concert live direct en public (Frenchsong CON 01)
- 2003 : Les Soupeurs La ronde des marmites, A la roquette, Aux bats d'Af. sur l'album Les Soupeurs remettent le couvert (Frenchsong FS 06)
- 2012 : Toto Laripette 22 goualantes d'Aristide Bruant (Frenchsong FS 08)

## Autres
- Dans la série télévisée britannique Doctor Who, le look de la quatrième incarnation du Docteur aurait été inspiré par les portraits de Bruant par Toulouse-Lautrec.
- Des enregistrements de chansons de Aristide Bruant sont sorties en un CD chez EMI, dans la collection "Caf'conc"Music Hall.